# Kyle Murphy
Kyle Murphy (ur. 5 października 1991 w Palo Alto) – amerykański kolarz szosowy.

## Osiągnięcia
Opracowano na podstawie:

2018
- 3. miejsce w Tour of the Gila

2020
- 2. miejsce w Prueba Villafranca-Ordiziako Klasika

2021
- 3. miejsce w mistrzostwach Stanów Zjednoczonych (start wspólny)
- 1. miejsce na 2. i 8. etapie Volta a Portugal

2022
- 1. miejsce w mistrzostwach Stanów Zjednoczonych (start wspólny)

## Rankingi
| Rok              | 2015 | 2016  | 2017  | 2018  | 2019 | 2020 | 2021 | 2022 | 2023  | 2024  |
| ---------------- | ---- | ----- | ----- | ----- | ---- | ---- | ---- | ---- | ----- | ----- |
| World Ranking    |      | 2175. | 1615. | 1403. | 550. | 445. | 669. | 441. | 1669. | 2847. |
| UCI America Tour | 414. | 404.  | 184.  | 138.  | 58.  | 30.  | 73.  | 36.  | -     | -     |
|                  |      |       |       |       |      |      |      |      |       |       |
| Źródło: UCI      |      |       |       |       |      |      |      |      |       |       |